# Nicklas Bendtner
Nicklas Bendtner (* 16. ledna 1988, Kodaň, Dánsko) je bývalý dánský fotbalový útočník a reprezentant. 

## Klubová kariéra
Poté, co fotbalově dospěl v mládežnických týmech Tårnby Boldklubu, Kjøbenhavns Boldklubu a Arsenalu, podepsal Bendtner svou první profesionální smlouvu s Arsenalem v roce 2005. Debutoval v říjnu 2005 v Ligovém poháru proti Sunderlandu. V sezóně 2006/07 hostoval v klubu anglické Championship Birminghamu, kde odehrál 48 zápasů. Po návratu do Arsenalu se stal pravidelným členem základní sestavy, ale během sezóny 2010/11 začala jeho forma razantně upadat. Výsledkem bylo, že na většinu sezóny 2011/12 byl zapůjčen Sunderlandu, kde se zúčastnil 30 zápasů. Poté celou sezónu 2012/13 strávil na dalším hostování, tentokrát v italském Juventusu, kde nastoupil k 10 zápasům, v nichž se střelecky neprosadil. S týmem se mu však podařilo vyhrát Serii A. Bendtner odešel z Arsenalu v roce 2014. Následně zadarmo přestoupil do Wolfsburgu, kde vstřelil vítězný gól v DFL-Supercupu 2015. V roce 2016 se vrátil zpátky do Anglie, kde strávil první polovinu sezóny 2016/17 v druhé nejvyšší anglické soutěži, konkrétně v Nottinghamu Forest, a v březnu 2017 přestoupil do Rosenborgu. Po sezóně a půl strávené v Norsku se vrátil do své rodné země. Půlrok odehrál v dresu FC Kodaň, kde mu byla na konci roku 2019 rozvázána smlouva. První polovinu roku 2020 strávil bez angažmá a 25. srpna přišel, jako volný hráč, do čtvrtoligového Tårnby FF.

## Reprezentační kariéra

### Mládežnické reprezentace
S reprezentací do 21 let se v roce 2006 zúčastnil Mistrovství Evropy hráčů do 21 let, které se konalo v Portugalsku. Dánům se na turnaji příliš nevedlo, se dvěma body skončili po remízách s Itálií (3:3) a Nizozemskem (1:1) a prohře s Ukrajinou (1:2) na poslední čtvrté příčce základní skupiny B.

### A-mužstvo

#### Mistrovství světa 2010
Bendtner se zúčastnil Mistrovství světa 2010 v Jihoafrické republice, kde se Dánsko utkalo v základní skupině E postupně s Nizozemskem (14. června, prohra 0:2), Kamerunem (19. června, výhra 2:1) a Japonskem (24. června, prohra 1:3). Nicklas nastoupil ve všech utkáních v základní sestavě, proti Kamerunu dal první gól svého mužstva. Dánsko skončilo se třemi body na nepostupovém třetím místě tabulky a se světovým šampionátem se rozloučilo.

#### EURO 2012
Nicklas hrál i na Euru 2012, kde se Dánsko střetlo v základní skupině B („skupina smrti“ - nejtěžší základní skupina na turnaji) postupně s Nizozemskem (9. června, výhra 1:0), Portugalskem (13. června, prohra 2:3) a Německem (17. června, prohra 1:2). Bendtner odehrál všechna tři utkání v základní sestavě a proti Portugalsku vstřelil oba góly svého týmu. Dánsko získalo 3 body a umístilo se na třetí příčce, což na postup do čtvrtfinále nestačilo.

## Soukromý život
Matkou jeho syna je baronka Caroline Luel-Brockdorffová, členka dánské královské rodiny.
V listopadu 2018 byl odsouzen na 50 dní ve vězení za napadení taxikáře.

## Statistiky

### Klubové

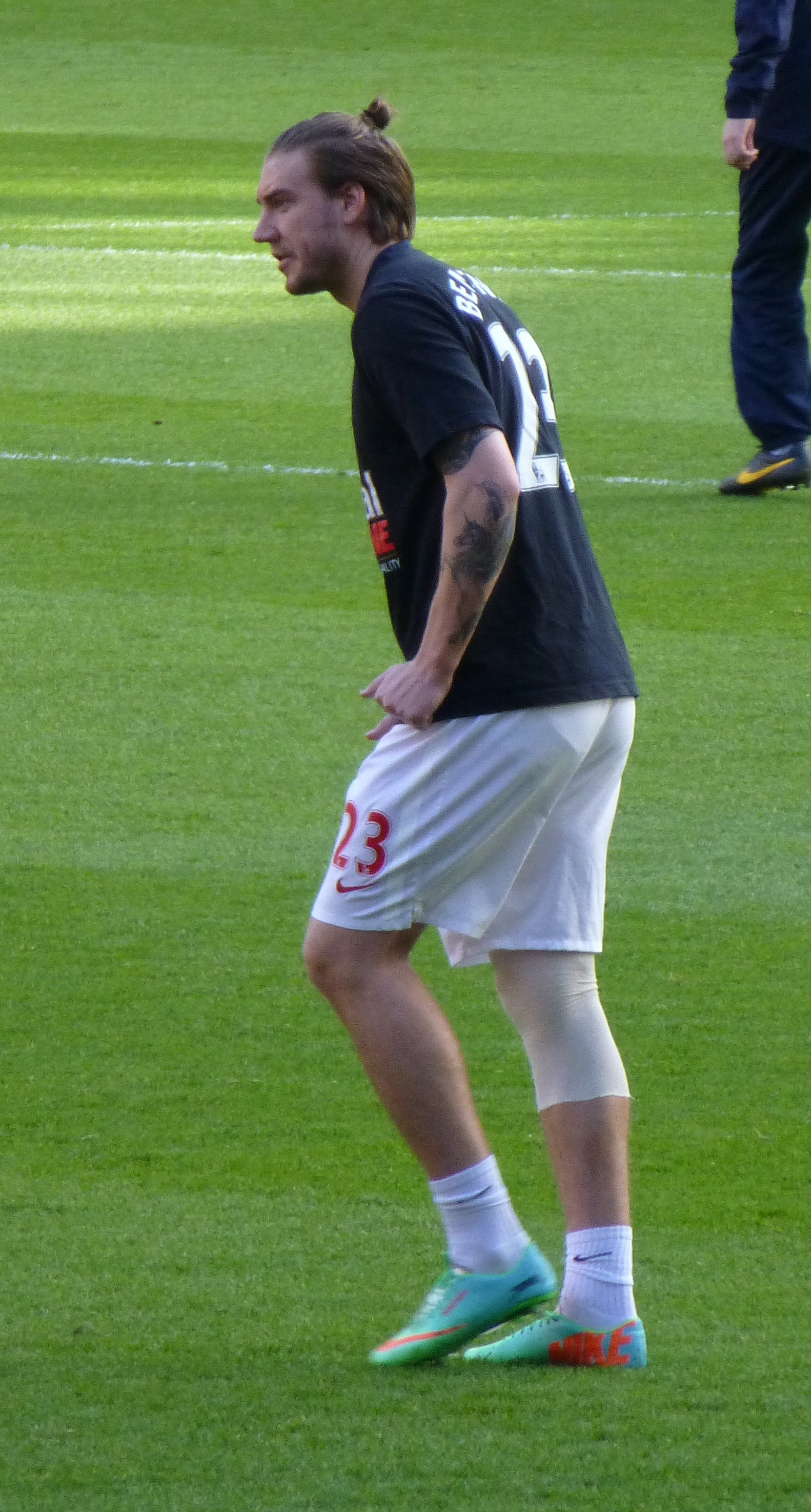
Bendtner před zápasem Arsenalu (2014)

K zápasu odehranému 24. listopadu 2019
| Klub               | Sezón   | Liga           | Liga   | Liga | Národní pohár | Národní pohár | Ligový pohár | Ligový pohár | Evropské poháry | Evropské poháry | Ostatní | Ostatní | Celkem | Celkem |
| Klub               | Sezón   | Liga           | Zápasy | Góly | Zápasy        | Góly          | Zápasy       | Góly         | Zápasy          | Góly            | Zápasy  | Góly    | Zápasy | Góly   |
| ------------------ | ------- | -------------- | ------ | ---- | ------------- | ------------- | ------------ | ------------ | --------------- | --------------- | ------- | ------- | ------ | ------ |
| Arsenal            | 2005/06 | Premier League | 0      | 0    | 0             | 0             | 3            | 0            | 0               | 0               | 0       | 0       | 3      | 0      |
| Arsenal            | 2007/08 | Premier League | 27     | 5    | 2             | 1             | 5            | 1            | 6               | 2               | —       | —       | 40     | 9      |
| Arsenal            | 2008/09 | Premier League | 31     | 9    | 5             | 1             | 2            | 2            | 12              | 2               | —       | —       | 50     | 14     |
| Arsenal            | 2009/10 | Premier League | 23     | 6    | 0             | 0             | 1            | 1            | 7               | 5               | —       | —       | 31     | 12     |
| Arsenal            | 2010/11 | Premier League | 17     | 2    | 5             | 3             | 5            | 3            | 5               | 0               | —       | —       | 32     | 8      |
| Arsenal            | 2011/12 | Premier League | 1      | 0    | —             | —             | 0            | 0            | 0               | 0               | —       | —       | 1      | 0      |
| Arsenal            | 2013/14 | Premier League | 9      | 2    | 1             | 0             | 2            | 0            | 2               | 0               | —       | —       | 14     | 2      |
| Arsenal            | Celkem  | Celkem         | 108    | 24   | 13            | 5             | 18           | 7            | 32              | 9               | 0       | 0       | 171    | 45     |
| Birmingham(host.)  | 2006/07 | Championship   | 42     | 11   | 2             | 0             | 4            | 2            | —               | —               | —       | —       | 48     | 13     |
| Sunderland (host.) | 2011/12 | Premier League | 28     | 8    | 2             | 0             | —            | —            | —               | —               | —       | —       | 30     | 8      |
| Juventus (host.)   | 2012/13 | Serie A        | 9      | 0    | 1             | 0             | —            | —            | 1               | 0               | —       | —       | 11     | 0      |
| Wolfsburg          | 2014/15 | Bundesliga     | 18     | 1    | 2             | 0             | —            | —            | 8               | 4               | —       | —       | 28     | 5      |
| Wolfsburg          | 2015/16 | Bundesliga     | 13     | 2    | 1             | 1             | —            | —            | 4               | 0               | 1       | 1       | 19     | 4      |
| Wolfsburg          | Celkem  | Celkem         | 31     | 3    | 3             | 1             | —            | —            | 12              | 4               | 1       | 1       | 47     | 9      |
| Nottingham         | 2016/17 | Championship   | 15     | 2    | 1             | 0             | 1            | 0            | —               | —               | —       | —       | 17     | 2      |
| Rosenborg          | 2017    | Eliteserien    | 29     | 19   | 2             | 0             | —            | —            | 12              | 4               | 1       | 0       | 44     | 23     |
| Rosenborg          | 2018    | Eliteserien    | 23     | 5    | 2             | 3             | —            | —            | 11              | 3               | 1       | 1       | 37     | 12     |
| Rosenborg          | 2019    | Eliteserien    | 5      | 0    | 0             | 0             | —            | —            | 0               | 0               | 0       | 0       | 5      | 0      |
| Rosenborg          | Celkem  | Celkem         | 57     | 24   | 4             | 3             | —            | —            | 23              | 7               | 2       | 1       | 86     | 35     |
| Kodaň              | 2019/20 | Superligaen    | 6      | 0    | 1             | 1             | —            | —            | 1               | 0               | —       | —       | 8      | 1      |
| Celkem             | Celkem  | Celkem         | 298    | 72   | 27            | 10            | 23           | 9            | 68              | 20              | 3       | 2       | 418    | 113    |

### Reprezentační
K zápasu odehranému 27. března 2018
| Rok   | Zápasy | Góly |
| ----- | ------ | ---- |
| 2006  | 4      | 2    |
| 2007  | 10     | 3    |
| 2008  | 8      | 3    |
| 2009  | 9      | 2    |
| 2010  | 4      | 2    |
| 2011  | 10     | 5    |
| 2012  | 10     | 5    |
| 2013  | 2      | 2    |
| 2014  | 7      | 2    |
| 2015  | 10     | 3    |
| 2016  | 0      | 0    |
| 2017  | 5      | 1    |
| 2018  | 2      | 0    |
| Total | 81     | 30   |

### Reprezentační góly
K zápasu odehranému 27. března 2018 Skóre a výsledky Dánska jsou vždy zapisovány jako první.
| Gól | Zápas | Datum              | Místo                                          | Soupeř        | Skóre | Výsledek | Soutěž                                |
| --- | ----- | ------------------ | ---------------------------------------------- | ------------- | ----- | -------- | ------------------------------------- |
| 1.  | 1.    | 16. srpna 2006     | Odense Stadium, Odense, Dánsko                 | Polsko        | 1:0   | 2:0      | Přátelské zápasy                      |
| 2.  | 2.    | 1. září 2006       | Brøndby Stadium, Brøndby, Dánsko               | Portugalsko   | 4:2   | 4:2      | Přátelské zápasy                      |
| 3.  | 6.    | 28. března 2007    | MSV-Arena, Duisburg, Německo                   | Německo       | 1:0   | 1:0      | Přátelské zápasy                      |
| 4.  | 13.   | 17. listopadu 2007 | Windsor Park, Belfast, Severní Irsko           | Severní Irsko | 1:0   | 1:2      | Kvalifikace na Euro 2008              |
| 5.  | 14.   | 21. listopadu 2007 | Parken, Kodaň, Dánsko                          | Island        | 1:0   | 3:0      | Kvalifikace na Euro 2008              |
| 6.  | 15.   | 26. února 2008     | Športni Park, Nova Gorica, Slovinsko           | Slovinsko     | 2:1   | 2:1      | Přátelské zápasy                      |
| 7.  | 16.   | 26. března 2008    | MCH Arena, Herning, Dánsko                     | Česko         | 1:0   | 1:1      | Přátelské zápasy                      |
| 8.  | 21.   | 10. září 2008      | Estádio José Alvalade, Lisabon, Portugalsko    | Portugalsko   | 1:1   | 3:2      | Kvalifikace na Mistrovství světa 2010 |
| 9.  | 28.   | 5. září 2009       | Parken, Kodaň, Dánsko                          | Portugalsko   | 1:0   | 1:1      | Kvalifikace na Mistrovství světa 2010 |
| 10. | 29.   | 9. září 2009       | Qemal Stafa Stadium, Tirana, Albánie           | Albánie       | 1:0   | 1:1      | Kvalifikace na Mistrovství světa 2010 |
| 11. | 32.   | 3. března 2010     | Ernst-Happel-Stadion, Vídeň, Rakousko          | Rakousko      | 1:1   | 1:2      | Přátelské zápasy                      |
| 12. | 34.   | 19. června 2010    | Loftus Versfeld Stadium, Pretorie, JAR         | Kamerun       | 1:1   | 2:1      | Mistrovství světa 2010                |
| 13. | 41.   | 6. září 2011       | Parken, Kodaň, Dánsko                          | Norsko        | 1:0   | 2:0      | Kvalifikace na Euro 2012              |
| 14. | 41.   | 6. září 2011       | Parken, Kodaň, Dánsko                          | Norsko        | 2:0   | 2:0      | Kvalifikace na Euro 2012              |
| 15. | 43.   | 11. října 2011     | Parken, Kodaň, Dánsko                          | Portugalsko   | 2:0   | 2:1      | Kvalifikace na Euro 2012              |
| 16. | 44.   | 11. listopadu 2011 | Parken, Kodaň, Dánsko                          | Švédsko       | 1:0   | 2:0      | Přátelské zápasy                      |
| 17. | 45.   | 15. listopadu 2011 | Blue Water Arena, Esbjerg, Dánsko              | Finsko        | 2:1   | 2:1      | Přátelské zápasy                      |
| 18. | 47.   | 26. května 2012    | Imtech Arena, Hamburk, Německo                 | Brazílie      | 1:3   | 1:3      | Přátelské zápasy                      |
| 19. | 50.   | 13. června 2012    | Arena Lviv, Lvov, Ukrajina                     | Portugalsko   | 1:2   | 2:3      | Euro 2012                             |
| 20. | 50.   | 13. června 2012    | Arena Lviv, Lvov, Ukrajina                     | Portugalsko   | 2:2   | 2:3      | Euro 2012                             |
| 21. | 53.   | 12. října 2012     | Národní stadion Vasil Levski, Sofie, Bulharsko | Bulharsko     | 1:1   | 1:1      | Kvalifikace na Mistrovství světa 2014 |
| 22. | 55.   | 14. listopadu 2012 | Türk Telekom Arena, Istanbul, Turecko          | Turecko       | 1:0   | 1:1      | Přátelské zápasy                      |
| 23. | 56.   | 11. října 2013     | Parken, Kodaň, Dánsko                          | Itálie        | 1:1   | 2:2      | Kvalifikace na Mistrovství světa 2014 |
| 24. | 56.   | 11. října 2013     | Parken, Kodaň, Dánsko                          | Itálie        | 2:1   | 2:2      | Kvalifikace na Mistrovství světa 2014 |
| 25. | 63.   | 14. listopadu 2014 | Stadion FK Partizan, Bělehrad, Srbsko          | Srbsko        | 1:1   | 3:1      | Kvalifikace na Euro 2016              |
| 26. | 63.   | 14. listopadu 2014 | Stadion FK Partizan, Bělehrad, Srbsko          | Srbsko        | 3:1   | 3:1      | Kvalifikace na Euro 2016              |
| 27. | 65.   | 25. března 2015    | Aarhus Stadium, Aarhus, Dánsko                 | USA           | 1:1   | 3:2      | Přátelské zápasy                      |
| 28. | 65.   | 25. března 2015    | Aarhus Stadium, Aarhus, Dánsko                 | USA           | 2:2   | 3:2      | Přátelské zápasy                      |
| 29. | 65.   | 25. března 2015    | Aarhus Stadium, Aarhus, Dánsko                 | USA           | 3:2   | 3:2      | Přátelské zápasy                      |
| 30. | 79.   | 14. listopadu 2017 | Aviva Stadium, Dublin, Irsko                   | Irsko         | 5:1   | 5:1      | Kvalifikace na Mistrovství světa 2018 |

## Ocenění
Juventus
- Serie A: 2012/13

Arsenal
- FA Cup: 2013/14

Wolfsburg
- DFB-Pokal: 2014/15
- DFL-Supercup: 2015

Rosenborg
- Eliteserien: 2017, 2018[16]
- Norský pohár: 2018
- Mesterfinalen: 2017, 2018

Individuální
- Dánský hráč roku do 17 let: 2004
- Dánský talent roku: 2007[17]
- Dánský fotbalista roku: 2009
- Dánský gól roku: 2009
- Nejlepší střelec Eliteserien: 2017[18]